# John Megna
John Anthony Megna (New York, 9 novembre 1952 – Los Angeles, 5 settembre 1995) è stato un attore statunitense.

## Biografia
Fratellastro dell'attrice e cantante Connie Stevens, John Megna raggiunse il successo come attore bambino all'età di 7 anni a Broadway con All the Way Home e, in seguito, con il ruolo di Charles Baker 'Dill' Harris nel film Il buio oltre la siepe (1962). Secondo Harper Lee, autrice dell'omonimo romanzo da cui fu tratto il film, il personaggio era ispirato allo scrittore Truman Capote, amico d'infanzia della scrittrice.
Megna apparve in molti programmi televisivi durante gli anni sessanta e settanta e, diventato adulto, divenne anche regista. Morì di AIDS il 5 settembre 1995, a Los Angeles (California), all'età di 42 anni.

## Filmografia parziale

### Cinema
- Il buio oltre la siepe (To Kill a Mockingbird), regia di Robert Mulligan (1962)
- Piano... piano, dolce Carlotta (Hush...Hush, Sweet Charlotte), regia di Robert Aldrich (1964)
- L'affare Blindfold (Blindfold), regia di Philip Dunne (1965)
- Il padrino - Parte II (The Godfather: Part II), regia di Francis Ford Coppola (1974)
- Vittorie perdute (Go Tell the Spartans), regia di Ted Post (1978)
- Cacciatori della notte (Sunnyside), regia di Timothy Galfas (1979)
- Il ritorno di Butch Cassidy & Kid (Butch and Sundance: The Early Days), regia di Richard Lester (1979)
- Una canaglia a tutto gas (Smokey and the Bandit II), regia di Hal Needham (1980)
- La corsa più pazza d'America (The Cannonball Run), regia di Hal Needham (1981)

### Televisione
- Corruptors (Target: The Corruptors) – serie TV, episodi 1x12-1x24 (1961-1962)
- Ben Casey – serie TV, episodio 4x30 (1965)
- Star Trek – serie TV, episodio 1x08 (1966)
- The Danny Thomas Hour – serie TV, episodio 1x10 (1967)
- The Boy in the Plastic Bubble, regia di Randal Kleiser – film TV (1976)
- I Want to Keep My Baby!, regia di Jerry Thorpe – film TV (1976)
- Skag – serie TV (1980)
- La guerra dell'audience (The Ratings Game), regia di Danny DeVito – film TV (1984)